# Rivière du Petit Carbet
La rivière du Petit Carbet est un cours d'eau de Guadeloupe prenant source dans le parc national de la Guadeloupe et se jetant dans la mer des Caraïbes. Le lit de la rivière présente un site archéologique d'origine amérindienne classé aux monuments historiques.

## Géographie
Longue de 9 km, la rivière du Petit Carbet prend sa source dans le massif du volcan de la Soufrière, traverse la commune de Trois-Rivières sur Basse-Terre et se jette dans la mer des Caraïbes au nord du bourg de la commune entre la pointe Saint-Jacques et la pointe de la Taste.
Peu avant son embouchure, la rivière prend le nom de La Coulisse. Elle présente alors de nombreux toboggans et des cascades dont la cascade de la Coulisse ainsi que des bassins de baignade.

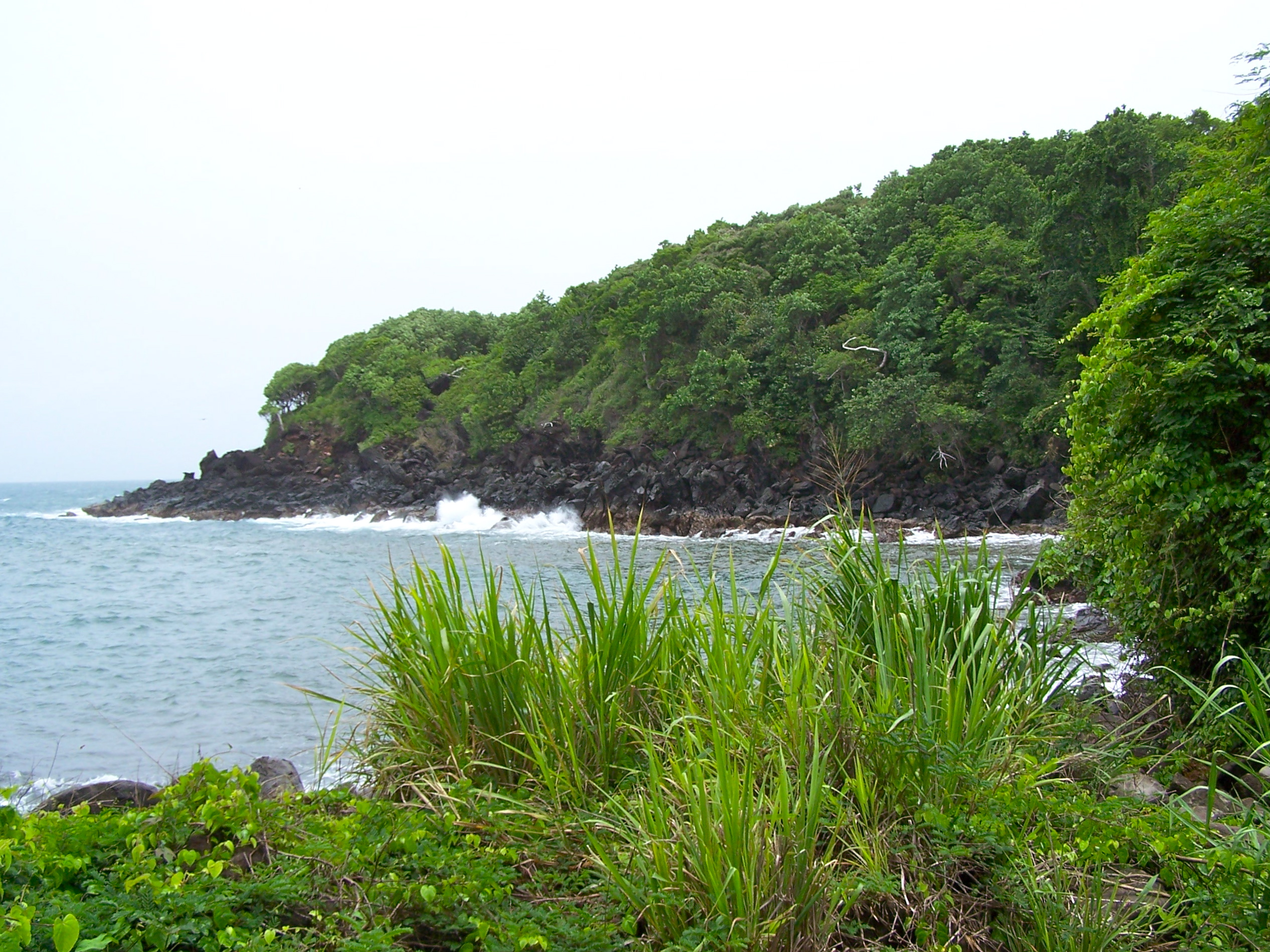
La pointe Saint-Jacques, au niveau de l'embouchure du Petit Carbet.
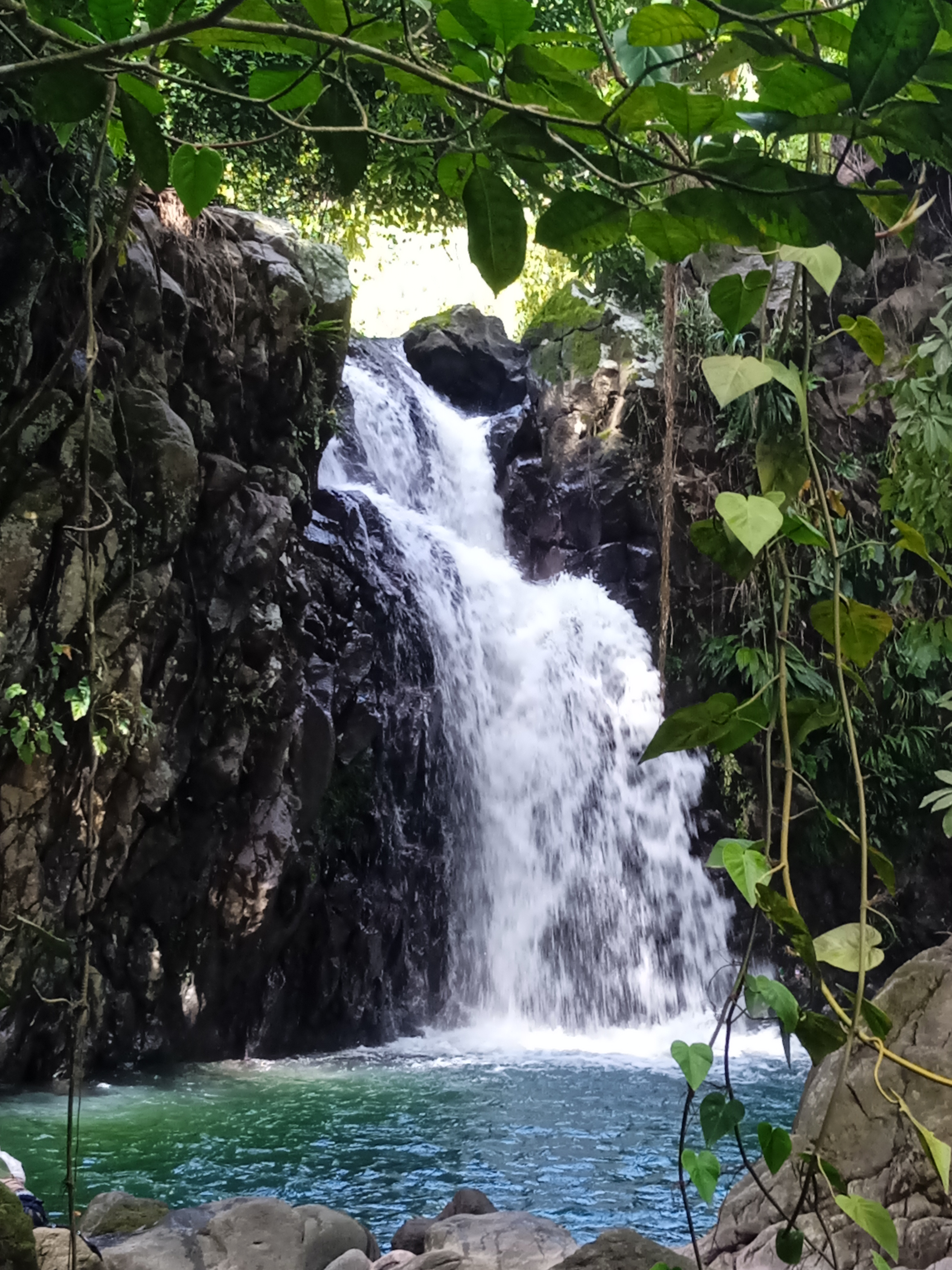
Cascade de la Coulisse.
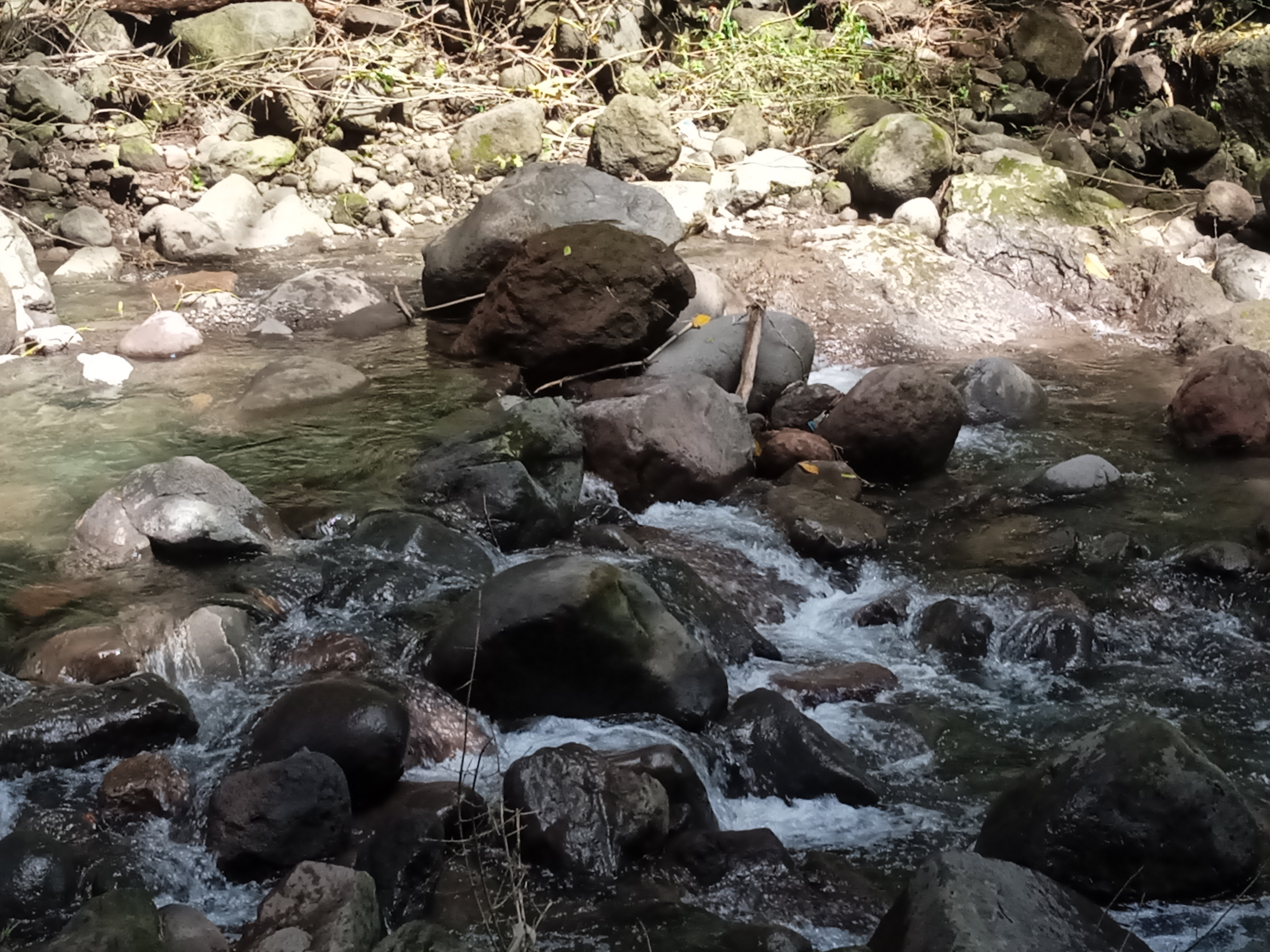
La rivière du Petit Carbet après la cascade de la Coulisse.
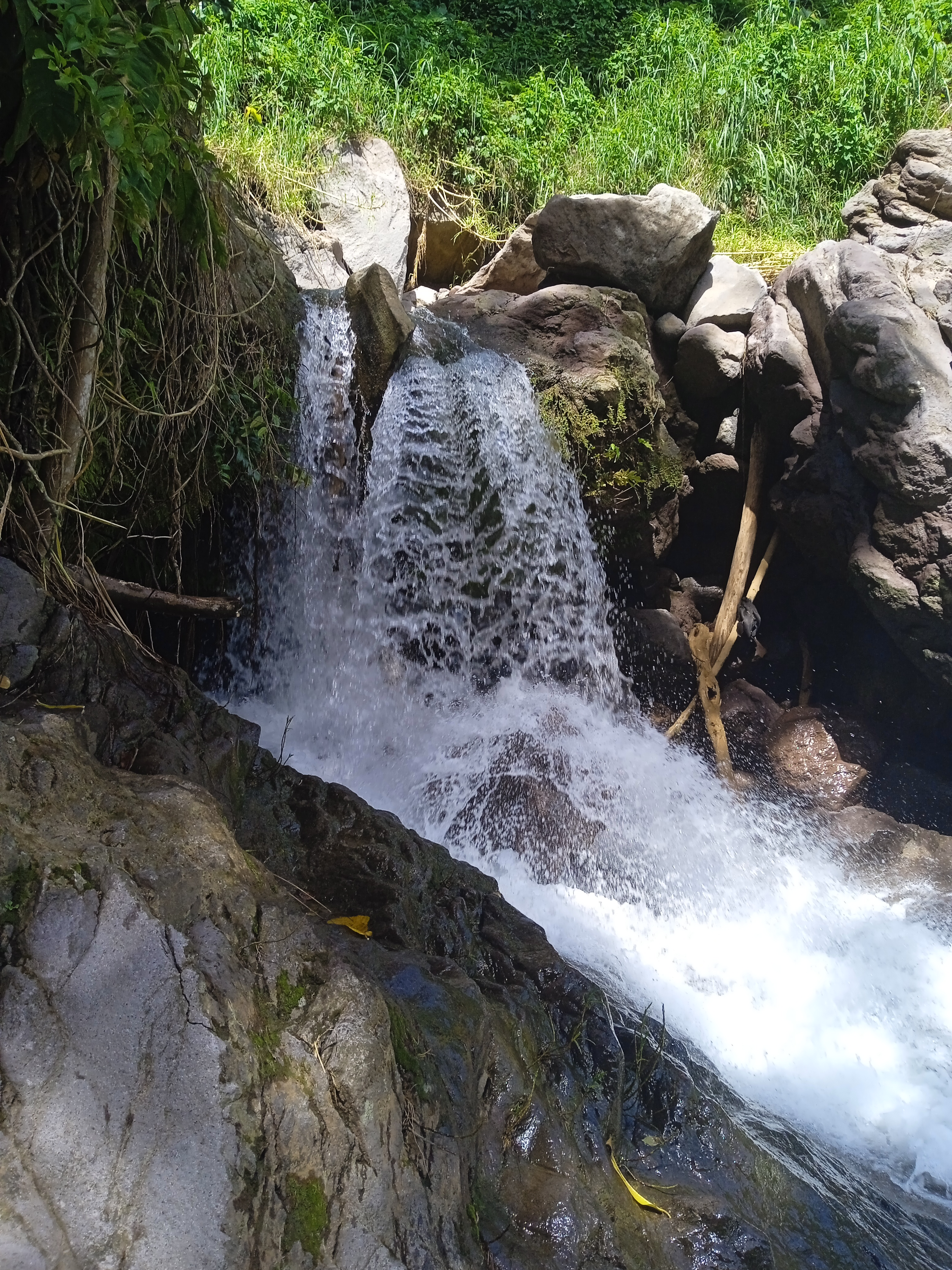
Une des petites chutes de la Coulisse.
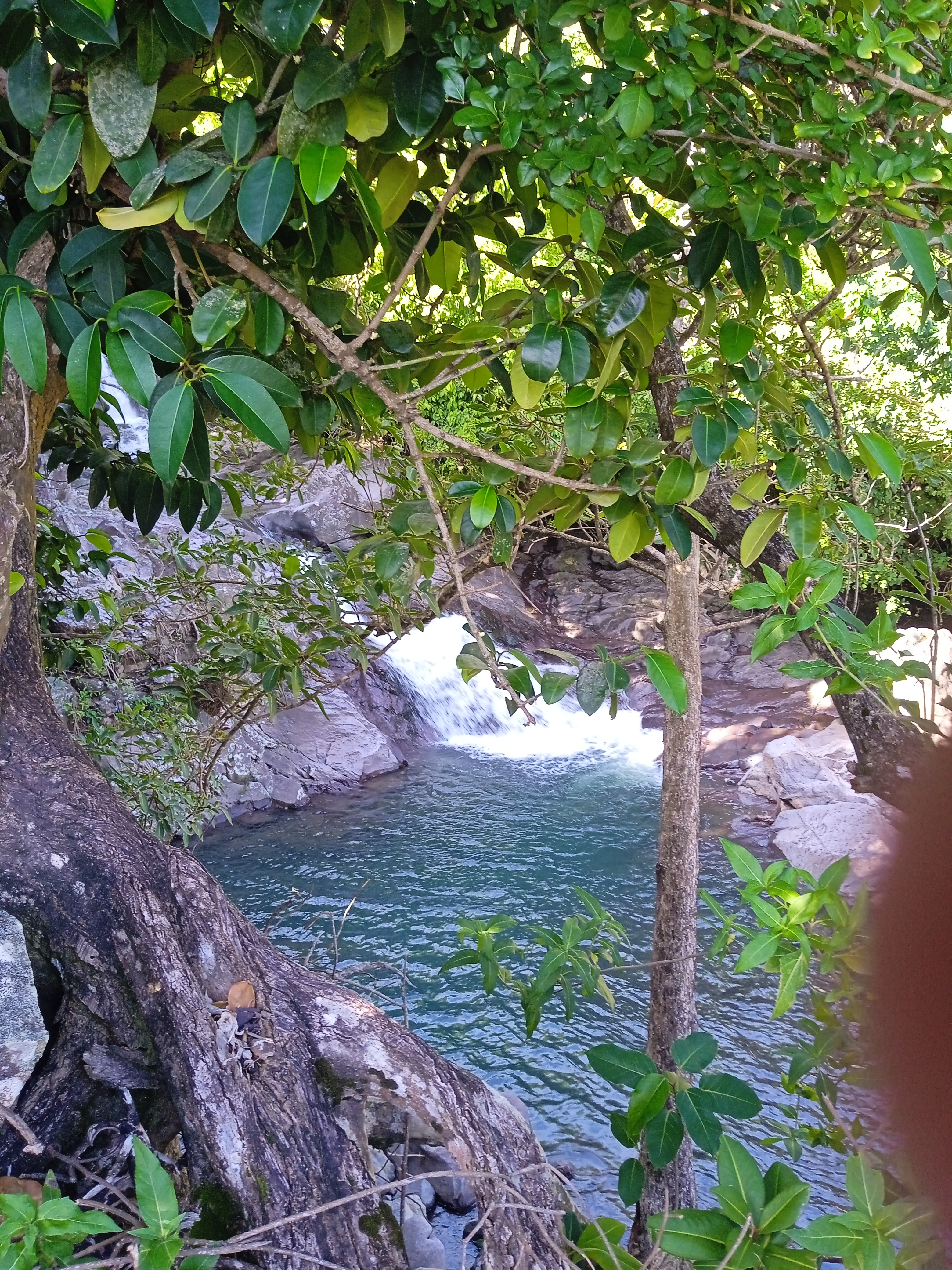
Dernier plan d'eau avant l'embouchure.
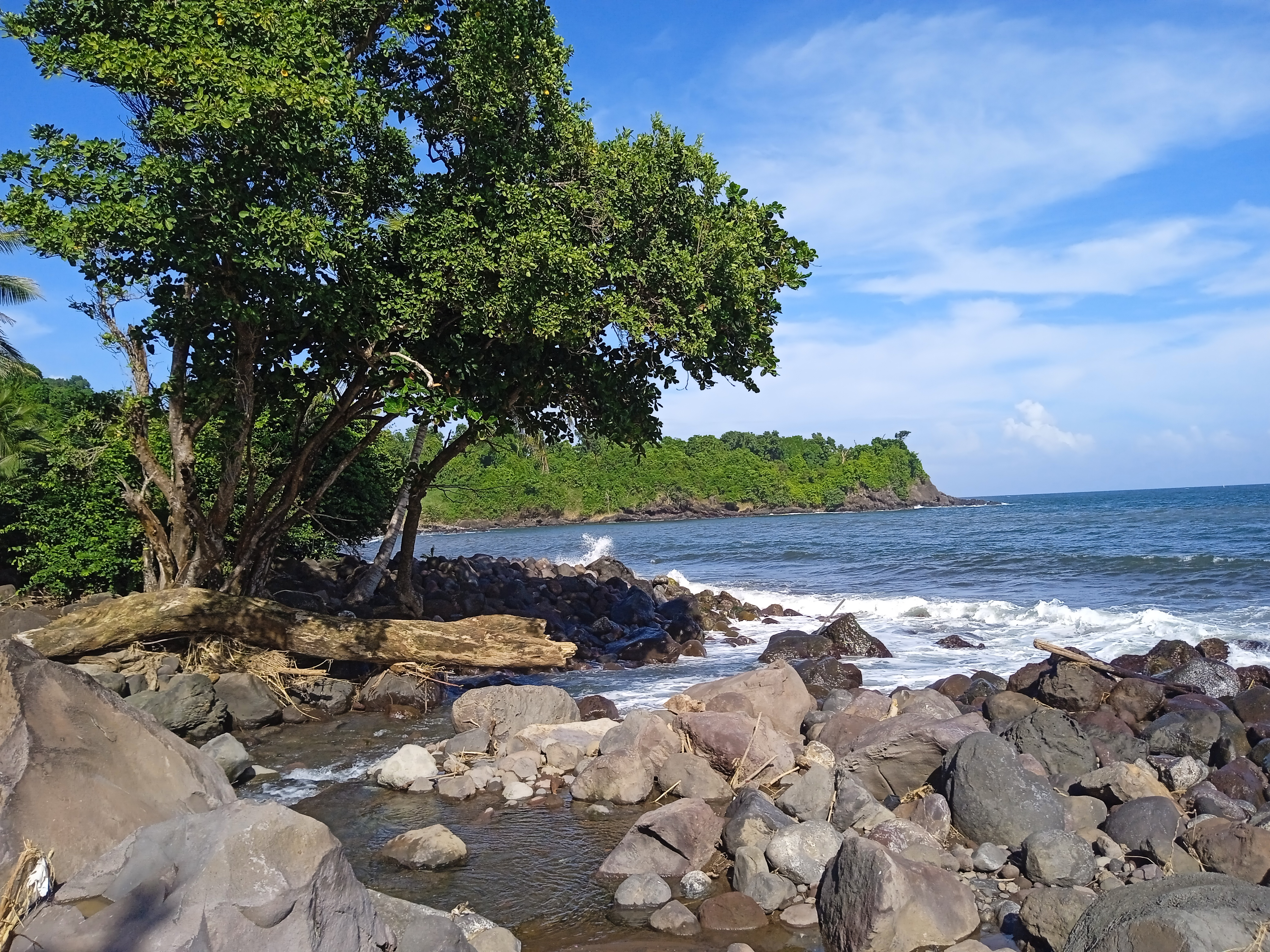
Embouchure de la rivière du Petit Carbet à l'anse des Galets.
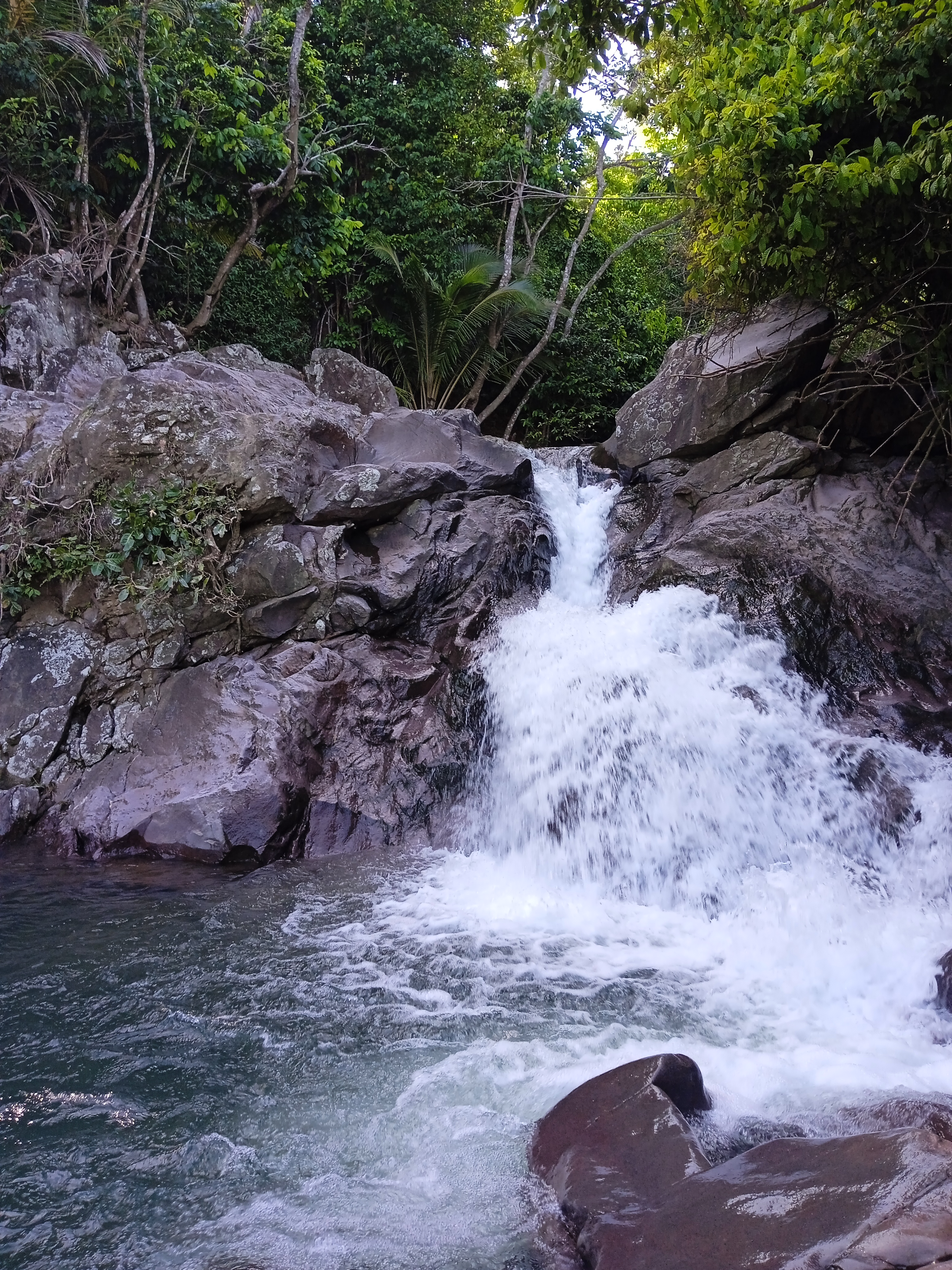
Rivière du Petit Carbet, dernier bassin avant l'embouchure.

## Site pétroglyphique
Le lit de la rivière accueille un site de pétroglyphes amérindiens classé aux monuments historiques dit « des Roches gravées et polissoirs de la rivière du Petit Carbet » qui présente un total de 49 roches gravées – aux figures anthropomorphiques –, trente polissoirs – circulaires ou en fuseau – et huit cupules répartis sur environ un kilomètre.